# ジョー・ワイルドスミス
ジョー・ワイルドスミス（Joe Wildsmith、1995年12月28日 - ）は、イングランド・シェフィールド出身のサッカー選手。ダービー・カウンティFCに所属。ポジションはゴールキーパー。元U-21イングランド代表

## クラブキャリア

### シェフィールド・ウェンズデイ
キャリア初期
幼少期から応援していたシェフィールド・ウェンズデイの下部組織でキャリアをスタートさせ、2013年11月に初のプロ契約となる2年半契約にサイン。2013-14シーズン、2014-15シーズンと出場機会は無かったものの数試合にベンチ入り。
2015-16シーズン
2015年8月11日にマンスフィールド・タウンとのリーグカップ1回戦でデビューし、その後すぐに新たな2年契約にサイン。同年9月15日のボルトン・ワンダラーズ戦で自身初のクリーンシートを達成。リーグカップでは続くニューカッスル戦とアーセナル戦にも出場するとクリーンシートを達成し勝利に貢献。キーラン・ウェストウッドの負傷やクリス・カークランドの移籍もあってカルロス・カルヴァリャル監督の下でファーストチームに定着。更には正GKとなり4試合連続でスタメン出場し、同年12月26日のバーミンガム・シティ戦や2016年1月2日のフラム戦ではクリーンシートを達成。しかしその後背中を負傷して2ヶ月離脱。シーズン終盤に復帰し、合計14試合に出場。
2016-17シーズン
2016年8月9日にケンブリッジ・ユナイテッドとのリーグカップ1回戦でシーズン初出場。控えGKとして多くの試合にベンチ入りするも出場機会は3試合のみだった。シーズン終了後、シェフィールド・ウェンズデイが契約延長オプションを行使し2017-18シーズンの残留が確定。
2017-18シーズン
2017年8月9日に新たな5年契約にサイン。同年12月15日のウルヴス戦でスタメン出場すると、それ以降は出場機会を増やし、2018年1月6日から30日まで4試合連続クリーンシートを達成。しかしヨス・ルフカイ監督は2018年4月21日のレディング戦からキャメロン・ドーソンを起用した。このシーズンは合計29試合に出場。
2018-19シーズン
開幕前に正GK争いの準備はできたと意気込みを口にしていたが、ヨス・ルフカイ監督は正GKにキャメロン・ドーソンを起用したため控えGK兼カップ戦要員となった。成績不振により解任されたヨス・ルフカイ監督に代わって就任したスティーヴ・ブルース監督もキャメロン・ドーソンとキーラン・ウェストウッドを好んで起用したため状況は変わらず、このシーズンの出場機会はリーグカップ2試合のみだった。
2019-20シーズン
開幕前から移籍を噂されながらも残留を選んだ。2019年7月19日のVfBリューベックとの親善試合に後半開始から出場するも80分に負傷交代し、その負傷により2019年のほとんどを欠場した。同年12月に復帰するも控えGKとしての立ち位置は変わらず、2020年3月4日のマンチェスター・シティとのリーグカップ5回戦で公式戦初出場。新型コロナウイルス感染症の流行によるシーズン中断が明け、2020年6月20日のノッティンガム・フォレスト戦でスタメン出場すると、その後も正GKとして活躍し10試合に出場。
2020-21シーズン
開幕時の正GKはキャメロン・ドーソンだったが2020年10月31日のウィコム・ワンダラーズ戦から正GKとして起用される。しかし2020年12月5日から15日の4連敗を機にキーラン・ウェストウッドにポジションを奪われる。2021年2月19日時点で11試合に出場している。

#### ローン移籍
アルフレトン・タウン
2014年3月29日、ナショナルリーグのアルフレトン・タウンにローン移籍。同年4月21日のヘレフォード・ユナイテッド戦でデビュー、同年4月26日のマクルスフィールド・タウン戦では64分から途中出場。出場機会はその2試合のみ。
バーンズリー
2015年3月、1ヶ月のみのローン移籍でバーンズリーへ。同年3月28日のブリストル・シティ戦でプロとしての初出場を果たした。

### ダービー・カウンティ
2022年7月2日、ダービー・カウンティFCに加入した。

## 代表歴
2014年から2015年にかけてU-20イングランド代表に召集され、2015年10月7日のU-20オランダ代表戦でデビュー。3-1の勝利に貢献。U-21イングランド代表に召集されたこともあるが出場機会は無かった。

## 個人成績
2021年2月19日時点
| クラブ                        | シーズン     | リーグ             | リーグ | リーグ | FAカップ | FAカップ | リーグカップ | リーグカップ | その他 | その他 | 合計   | 合計   |
| クラブ                        | シーズン     | ディビジョン       | 試合数 | ゴール | 試合数   | ゴール   | 試合数       | ゴール       | 試合数 | ゴール | 試合数 | ゴール |
| ----------------------------- | ------------ | ------------------ | ------ | ------ | -------- | -------- | ------------ | ------------ | ------ | ------ | ------ | ------ |
| シェフィールド・ウェンズデイ  | 2013–14      | チャンピオンシップ | 0      | 0      | 0        | 0        | 0            | 0            | —      | —      | 0      | 0      |
| シェフィールド・ウェンズデイ  | 2014–15      | チャンピオンシップ | 0      | 0      | 0        | 0        | 0            | 0            | —      | —      | 0      | 0      |
| シェフィールド・ウェンズデイ  | 2015–16      | チャンピオンシップ | 9      | 0      | 1        | 0        | 4            | 0            | 0      | 0      | 14     | 0      |
| シェフィールド・ウェンズデイ  | 2016–17      | チャンピオンシップ | 1      | 0      | 1        | 0        | 1            | 0            | 0      | 0      | 3      | 0      |
| シェフィールド・ウェンズデイ  | 2017–18      | チャンピオンシップ | 26     | 0      | 1        | 0        | 2            | 0            | —      | —      | 29     | 0      |
| シェフィールド・ウェンズデイ  | 2018–19      | チャンピオンシップ | 0      | 0      | 0        | 0        | 2            | 0            | —      | —      | 2      | 0      |
| シェフィールド・ウェンズデイ  | 2019–20      | チャンピオンシップ | 9      | 0      | 1        | 0        | 0            | 0            | —      | —      | 10     | 0      |
| シェフィールド・ウェンズデイ  | 2020–21      | チャンピオンシップ | 11     | 0      | 2        | 0        | 2            | 0            | —      | —      | 15     | 0      |
| シェフィールド・ウェンズデイ  | 通算         | 通算               | 56     | 0      | 6        | 0        | 11           | 0            | 0      | 0      | 73     | 0      |
| アルフレトン・タウン (ローン) | 2013–14      | ナショナルリーグ   | 2      | 0      | —        | —        | —            | —            | —      | —      | 2      | 0      |
| バーンズリー (ローン)         | 2014–15      | リーグ1            | 2      | 0      | —        | —        | —            | —            | —      | —      | 2      | 0      |
| キャリア通算                  | キャリア通算 | キャリア通算       | 60     | 0      | 5        | 0        | 11           | 0            | 0      | 0      | 76     | 0      |